# Mayo Methot
Mayo Jane Methot (n. 3 martie 1904, Chicago, Illinois, SUA – d. 9 iunie 1951, Portland, Oregon, SUA) a fost o actriță americană de film și de teatru. A apărut în peste 30 de filme, precum și în diferite producții de pe Broadway, deși a atras cel mai mult atenția presei pentru căsnicia ei furtunoasă cu actorul Humphrey Bogart.

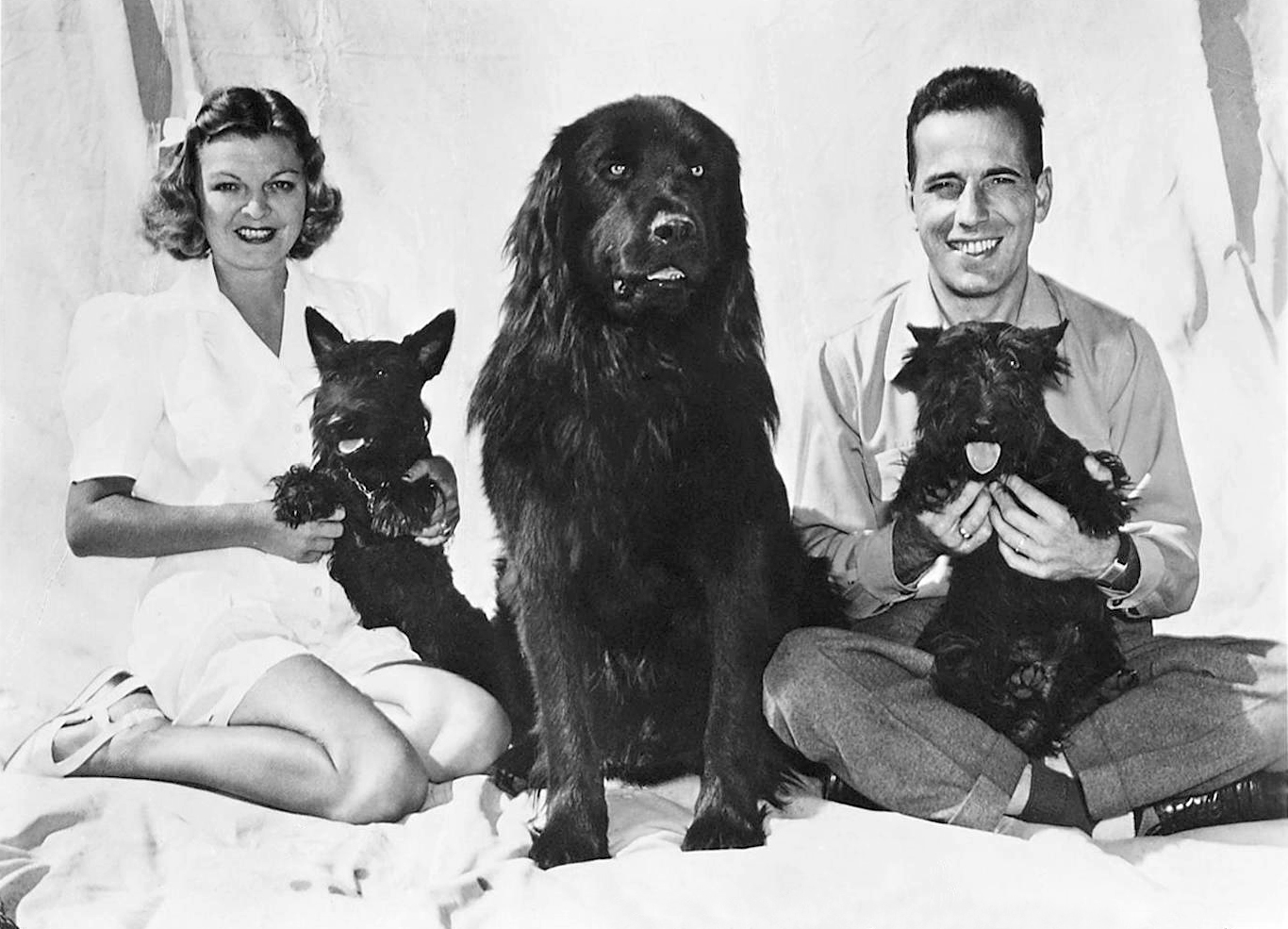
Methot și Bogart cu câinii lor (1944)

## Biografie
A fost căsătorită cu John Lamond (din 1921 până la divorțul din 1927), Percy T. Morgan, Jr. (din 1931 până la divorțul din 1937) și Humphrey Bogart (din 1938 până la divorțul din 1945).
La 21 august 1938, Mayo Methot s-a căsătorit cu Humphrey Bogart. Ea suferea de paranoia și alcoolism. Era convinsă că soțul ei o înșela (ceea ce a și făcut până la urmă, cu Lauren Bacall, în timp ce filmau A avea sau a nu avea în 1944). De multe ori era supărată pe el, l-a înjunghiat cu un cuțit, aproape că a incendiat casa, și-a tăiat venele de mai multe ori. Bogart, în schimb, a luat-o în râs și a părut că se bucură de conflicte. Presa le-a dat porecla „Bătălia [familiei] Bogart” (în engleză: the Battling Bogarts). „Căsătoria dintre Bogart și Meto a fost o continuare a războiului civil (american)” - ar fi spus prietenul lor, scriitorul Julius Epstein. Bogart a cumpărat o barcă cu motor, pe care a numit-o cu porecla soției sale „Sluggy”. În ciuda declarațiilor lui Bogart precum „Îmi place o soție geloasă” sau „Nu aș da nici măcar doi cenți pentru o femeie fără caracter”, a fost o relație distructivă și Bogart a continuat să bea foarte mult. 

## Filmografie
| An   | Titlu                         | Rol                    | Note                                           | Ref.   |
| ---- | ----------------------------- | ---------------------- | ---------------------------------------------- | ------ |
| 1916 | Forgotten Songs               |                        | Film serial scurt                              | [ 10 ] |
| 1922 | And Women Must Weep           |                        | Film serial scurt                              | [ 7 ]  |
| 1923 | Unseeing Eyes                 | Extra                  | Nemenționată                                   | [ 11 ] |
| 1930 | Taxi Talks                    |                        | Film de scurtmetraj                            | [ 12 ] |
| 1931 | Corsair                       | Sophie                 |                                                | [ 13 ] |
| 1932 | The Night Club Lady           | Lola Carewe            |                                                | [ 13 ] |
| 1932 | Vanity Street                 | Fern                   |                                                | [ 13 ] |
| 1932 | Virtue                        | Lil Blair              |                                                | [ 13 ] |
| 1932 | Afraid to Talk                | Marge Winters          | Alt titlu: Merry-Go-Round                      | [ 13 ] |
| 1933 | The Mind Reader               | Jenny                  |                                                | [ 13 ] |
| 1933 | Lilly Turner                  | Mrs. Durkee            | Nemenționată                                   | [ 13 ] |
| 1933 | Goodbye Love                  | Sandra Hamilton        |                                                | [ 13 ] |
| 1933 | Counsellor at Law             | Zedorah Chapman        |                                                | [ 13 ] |
| 1934 | Jimmy the Gent                | Gladys Farrell         |                                                | [ 13 ] |
| 1934 | Harold Teen                   | Sally LaSalle          | Alt titlu: Dancing Fool                        | [ 13 ] |
| 1934 | Registered Nurse              | Nurse Gloria Hammond   |                                                | [ 13 ] |
| 1934 | Side Streets                  | Maizie Roach           | Alt titlu: A Woman in Her Thirties             | [ 13 ] |
| 1934 | Mills of the Gods             | Sarah                  |                                                | [ 13 ] |
| 1935 | The Case of the Curious Bride | Mrs. Florabelle Lawson |                                                | [ 13 ] |
| 1935 | We're in the Money            | Minor Role             | (scene sterse)                                 | [ 13 ] |
| 1935 | Dr. Socrates                  | Muggsy, Red's Moll     |                                                | [ 13 ] |
| 1936 | Mr. Deeds Goes to Town        | Mrs. Semple            | Nemenționată                                   | [ 13 ] |
| 1936 | The Case Against Mrs. Ames    | Cora Lamont            |                                                | [ 13 ] |
| 1937 | Marked Woman                  | Estelle Porter         |                                                | [ 13 ] |
| 1938 | Women in Prison               | Daisy Saunders         |                                                | [ 13 ] |
| 1938 | Numbered Woman                | Vicki                  | Alt titlu: Private Nurse                       | [ 13 ] |
| 1938 | The Sisters                   | Blonde                 |                                                | [ 13 ] |
| 1939 | Should a Girl Marry?          | Betty Gilbert          |                                                | [ 13 ] |
| 1939 | Unexpected Father             | Ethel Stone            | Alt titlu: Sandy Takes a Bow                   | [ 13 ] |
| 1939 | A Woman Is the Judge          | Gertie                 |                                                | [ 13 ] |
| 1940 | Brother Rat and a Baby        | Girl in Bus            | Alt titlu: Baby Be Good, (ultimul rol de film) | [ 13 ] |